# Laufschrift

Laufschrift als Kriechtitel

Eine Laufschrift (auch Lauftext, Laufzeile oder Laufband genannt) ist ein Text, der auf einem Ausgabemedium von der einen Seite zur anderen Seite wandert und dabei Stück für Stück am Seitenrand verschwindet, während – meist von rechts nach links – wieder ein neuer Text oder die Wiederholung des Textes in die Anzeigefläche läuft.
Eine frühe praktische Anwendung des Prinzips stellen die Wanderschriftanlagen der 1920er Jahre dar. Durch Mehrfachbelichtung konnten solche Anzeigen, aber auch passend abgefilmte Schriften, als Laufschrift in das frühe Film- und Fernsehbild eingefügt werden, bevor diese durch elektronische oder digitale Mittel ins Bild gebracht wurden. Ein bekanntes Beispiel für eine Laufschrift ist ein Nachrichtenticker im Fernsehen. Es gibt auch spezielle LED-Anzeigetafeln, die einzig für die Ausgabe von Laufschriften entwickelt sind. Verwendung finden diese z. B. in Schaufenstern für Werbezwecke oder als Anzeige in öffentlichen Verkehrsmitteln wie Bussen und Zügen und auf Bahnsteigen (Dynamischer Schriftanzeiger).
Auch in der Kunst werden Laufschriftanzeigen eingesetzt: die Künstlerin Jenny Holzer wurde unter anderem mit Installationen unter Verwendung von LED-Laufbändern bekannt, so z. B. auf der Documenta 8 (1987) oder mit der großen Installation für die Neue Nationalgalerie Berlin (2001). Laufschriften sind auch ein gängiges Stilmittel der Demoszene.
Auf Webseiten sind Laufschriften mit dem nicht standardkonformen HTML-Tag <marquee></marquee> möglich.
Die kontinuierliche Verschiebung ganzer Bilder wird als Bildlauf bezeichnet.